# 北惠那鐵道線

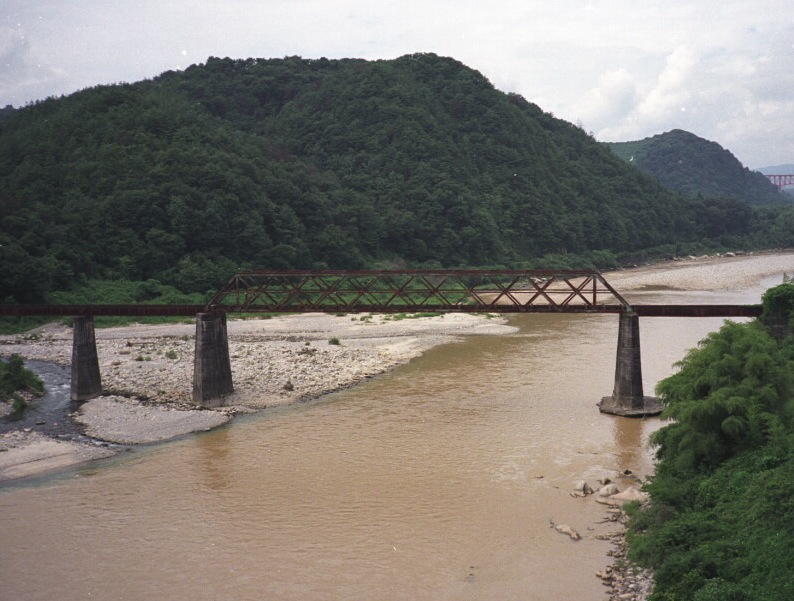
廢線後的木曾川橋樑（1995年）

北惠那鐵道線（日语：／）是一條曾經連接岐阜縣中津川市中津町站至惠那郡付知町（現時：中津川市付知町）下付知站之間，由北惠那鐵道（現時：北惠那交通）營運的鐵路線。暱稱為「惠那電」。
在大同電力於木曾川建設大井水壩之際，由於修建後不能夠利用付知川運送神宮備林的木材，因此在建設水壩時敷設了此鐵路線。由於線內較多貨物運輸，在下付知站連接前往惠那郡加子母村渡合（現時：中津川市）的付知森林鐵道。在起點中津町站與中央本線中津川站之間設有貨物聯絡線。曾經計劃中的鐵路線終點是在付知町中心付知，後來由於收地進展不順利，因此鐵路許可在1931年（昭和6年）失效。

## 路線數據（廢除時）
- 路線距離（營業距離）：中津町站 - 下付知站之間 22.1公里
- 軌距：1067毫米
- 車站數目：13座（包含起終點站）
- 雙線區間：沒有（全線單線）
- 電氣化區間：全線（直流600伏特）
- 閉塞方式：電話電報閉塞

## 歷史
- 1919年（大正8年）濃尾鐵道申請鐵道許可（中津町 - 付知町）。軌距為762毫米，以蒸氣作為動力的輕便鐵路。
- 1920年（大正9年）申請內容變更。公司名稱為濃尾電氣鐵道，軌距1067毫米，動力為直流電600伏特。
- 1921年（大正10年）5月26日 批出鐵道許可予濃尾電氣鐵道（惠那郡中津町-同郡付知町之間）[1]。
- 1922年（大正11年）2月15日 濃尾電氣鐵道改名[注 1]為北惠那鐵道株式會社（社長：福澤桃介，總部：名古屋市東區）[3][4]。
- 1924年（大正13年）8月5日 中津町站至下付知站之間開通[5]。
- 1925年（大正14年）5月1日 惠那峽口站啟用[注 2]。
- 1926年（大正15年）8月15日 山之田川站啟用[注 3][6]。開始運送皇室林野局的木材。
- 1928年（昭和3年）5月1日 稻荷橋站啟用[注 4]。
- 1929年（昭和4年）9月19日 上苗木站啟用[注 5]。
- 1932年（昭和7年）
  - 付知森林鐵道（日语：付知森林鉄道）開業。與下付知站連接。
  - 2月1日 起業廢除得到許可（下付知 - 付知之間）[7]
- 1936年（昭和11年）12月12日 美濃福岡站內的變電站發生火災。當時一度需要使用蒸氣機車行走。這些蒸氣機車是來自駄知鐵道[注 6]和笠原鐵道[注 7]。
- 1949年（昭和24年）5月26日 栗本站啟用。
- 1957年（昭和32年）國鐵建設下呂線（日语：下呂線）前的調査線。該調查線與北惠那鐵道線並行。
- 1959年（昭和34年）付知森林鐵道廢除。
- 1961年（昭和36年）9月13日 關戶站啟用。
- 1962年（昭和37年）2月 木曾川橋樑（日语：木曽川橋梁 (北恵那鉄道線)）進行橋墩加高工程。
- 1963年（昭和38年）
  - 2月 名古屋鐵道參股。
  - 1月16日 - 4月1日 由於進行木曾川橋樑橋墩加高工程，中津町至惠那峽口之間暫停服務，使用巴士代行[8]。工程在4月完成。
- 1971年（昭和46年）9月 列車改為只於早上和黃昏行走，日間使用巴士代行。
- 1978年（昭和53年）9月18日 路線被廢除。

## 車站列表
中津町站 –  惠那峽口站 –  山之田川站 –  苗木站 –  上苗木站 –  並松站 –  關戶站 –  美濃福岡站 –  栗本站 –  美濃下野站 –  田瀨站 –  稻荷橋站 –  下付知站

## 接續路線
- 中津町站：中央本線（中津川站）
- 下付知站：付知森林鐵道（日语：付知森林鉄道）（下付知停車場）

## 運輸、收支業積
| 年度 | 運送人次（人） | 貨運量（公噸） | 營業收入（日圓） | 營業支出（日圓） | 營業利潤（日圓） | 其他收入（日圓） | 其他支出（日圓）                | 支付利息（日圓） | 政府補貼（日圓） |
| ---- | -------------- | -------------- | ---------------- | ---------------- | ---------------- | ---------------- | ------------------------------- | ---------------- | ---------------- |
| 1924 | 96,770         | 2,325          | 43,950           | 26,683           | 17,267           |                  |                                 | 34,160           |                  |
| 1925 | 273,280        | 24,497         | 174,568          | 93,273           | 81,295           |                  |                                 | 117,301          | 86,349           |
| 1926 | 273,496        | 33,593         | 186,681          | 99,371           | 87,310           |                  | 雜項損失3,768                   | 105,171          | 111,291          |
| 1927 | 273,994        | 31,203         | 175,126          | 109,068          | 66,058           |                  |                                 | 104,415          | 122,569          |
| 1928 | 259,646        | 38,749         | 181,112          | 111,572          | 69,540           |                  |                                 | 89,019           | 124,211          |
| 1929 | 290,085        | 40,157         | 181,091          | 125,788          | 55,303           |                  |                                 | 79,165           | 123,639          |
| 1930 | 245,668        | 35,603         | 154,327          | 114,157          | 40,170           |                  |                                 | 77,999           | 123,702          |
| 1931 | 160,063        | 33,530         | 130,739          | 87,194           | 43,545           |                  | 汽車業1,745 折舊及雜項損失1,739 | 85,051           | 115,154          |
| 1932 | 122,062        | 32,695         | 108,134          | 90,426           | 17,708           |                  | 汽車5,886 雜項損失折舊9,705     | 80,298           | 30,355           |
| 1933 | 142,061        | 41,869         | 119,012          | 113,131          | 5,881            |                  | 汽車6,729 雜項損失折舊3,955     | 72,712           | 124,269          |
| 1934 | 128,799        | 44,076         | 115,781          | 102,102          | 13,679           |                  | 汽車6,629 雜項損失折舊6,750     | 60,717           | 84,214           |
| 1935 | 127,921        | 41,763         | 91,858           | 60,802           | 31,056           | 債務減免 1,514   | 汽車業4,446                     | 48,156           |                  |
| 1936 | 127,934        | 37,264         | 83,174           | 65,365           | 17,809           |                  | 汽車業3,365                     | 49,150           |                  |
| 1937 | 125,086        | 33,659         | 82,553           | 67,421           | 15,132           |                  | 汽車業7,573                     | 50,396           | 18,826           |
| 1939 | 197,520        | 36,544         |                  |                  |                  |                  |                                 |                  |                  |
| 1941 | 336,420        | 53,789         |                  |                  |                  |                  |                                 |                  |                  |
| 1943 | 592,835        | 81,970         |                  |                  |                  |                  |                                 |                  |                  |
| 1945 | 1,120,329      | 64,510         |                  |                  |                  |                  |                                 |                  |                  |
| 1952 | 901,872        | 43,129         |                  |                  |                  |                  |                                 |                  |                  |
| 1958 | 1,029,000      | 61,427         |                  |                  |                  |                  |                                 |                  |                  |
| 1963 | 1,397,000      | 135,693        |                  |                  |                  |                  |                                 |                  |                  |
| 1966 | 1,489,000      | 111,178        |                  |                  |                  |                  |                                 |                  |                  |
| 1970 | 604,000        | 83,695         |                  |                  |                  |                  |                                 |                  |                  |

- 以上數據取自各年度版《鐵道省鐵道統計資料》、《鐵道統計資料》、《鐵道統計》、《國有鐵道陸運統計》、《地方鐵道軌道統計年報》和《私鐵統計年報》。

## 車輛

### 電動列車
- De1形（日语：北恵那鉄道デ1形電車）
- De8形（日语：鶴見臨港鉄道の電車#モハ110形（モハ100形））
- 300形（日语：名岐鉄道デボ300形電車）
- 560形（日语：瀬戸電気鉄道ホ103形電車）
- Ku550形（日语：愛知電気鉄道電5形電車）
- Ku80形（日语：三河鉄道キ50形気動車）

### 客車拖卡
- HaFu30形（30・31）在1932年從國鐵引入Ha1053・1055（形式1005[9]）。客車在1895年由新橋工場製造，為五門車廂。在1944年得到許可重新製造車身。

### 電力機車
- DeKi250形（日语：関西電力モ250形電気機関車）
- DeKi500形（日语：尾西鉄道デホワ1000形電車）

### 貨車
- Wa201形
- Wa221形
- Wa251形（日语：北恵那鉄道ワ251形貨車）
- WaMu301形（日语：北恵那鉄道ワム301形貨車）
- To101形（日语：北恵那鉄道ト101形貨車）
- To131形
- To151形（日语：北恵那鉄道ト151形貨車）
- To1001形
- To1111形
- To1121形
- To1131形
- ToMu51形

## 廢線後的狀況
- 北惠那鐵道改名為北惠那交通。以中津川市為中心經營巴士路線、觀光巴士服務、的士和卡車業務。在2013年前，除了巴士路線外，其他業務轉讓至其他公司或被關閉。現時只經營巴士路線業務。
- 在中津町站至惠那峽口站之間的木曾川橋樑（日语：木曽川橋梁 (北恵那鉄道線)）還存在。
- 在2002年1月，終點站下付知站站舍被拆毀。

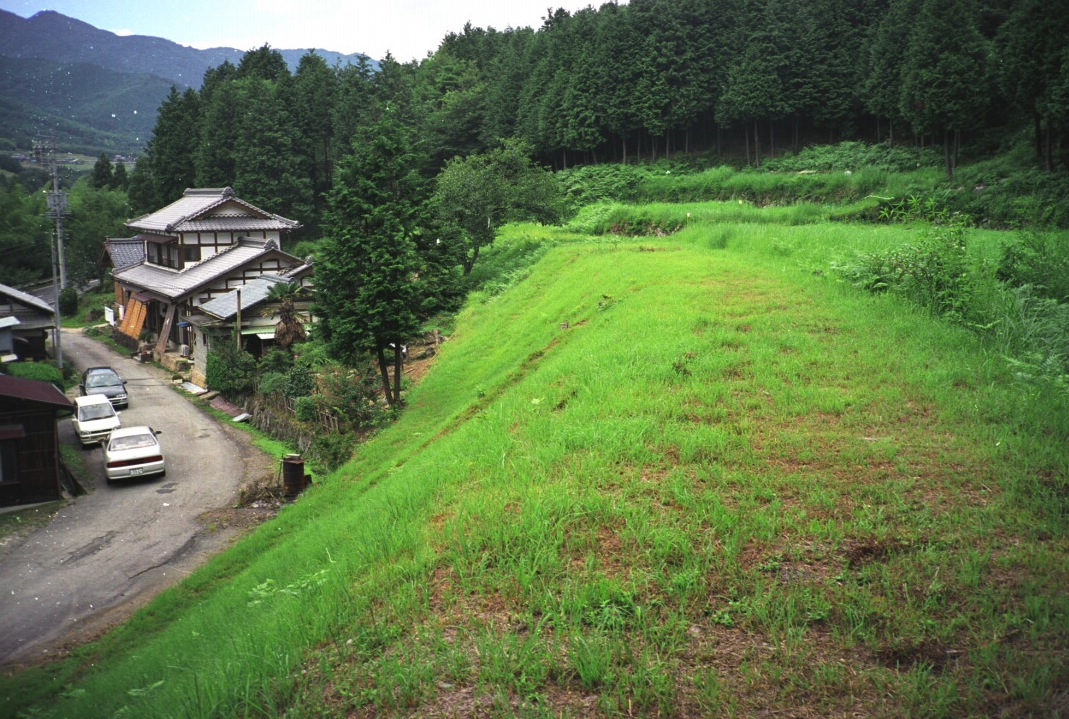
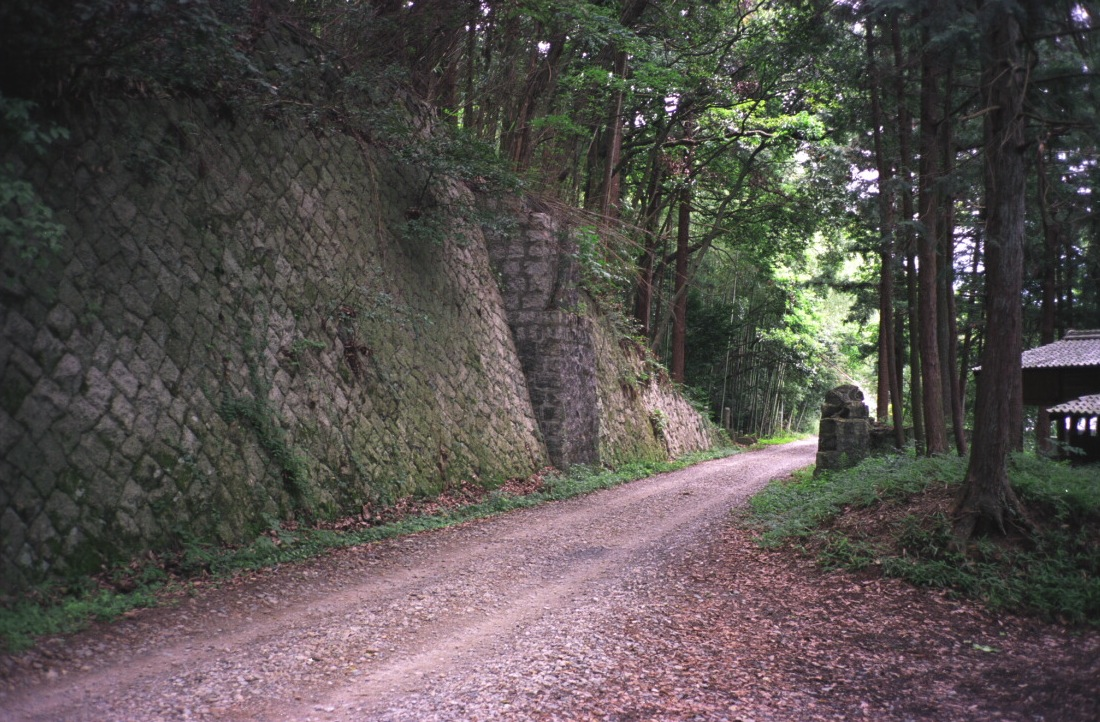
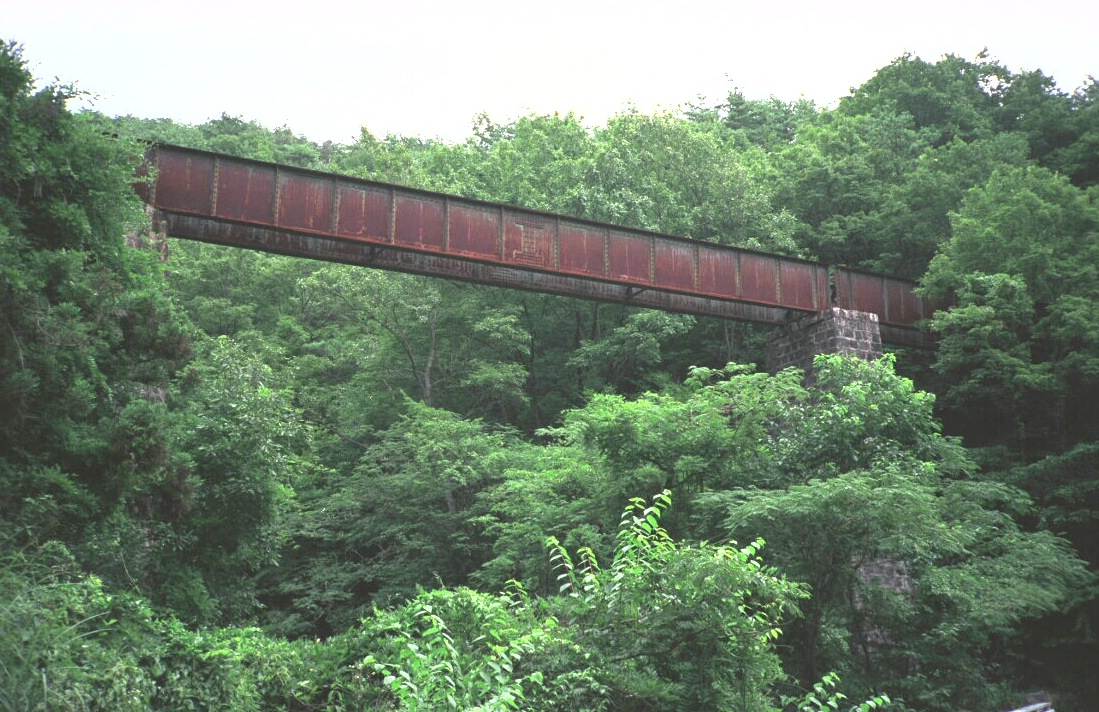
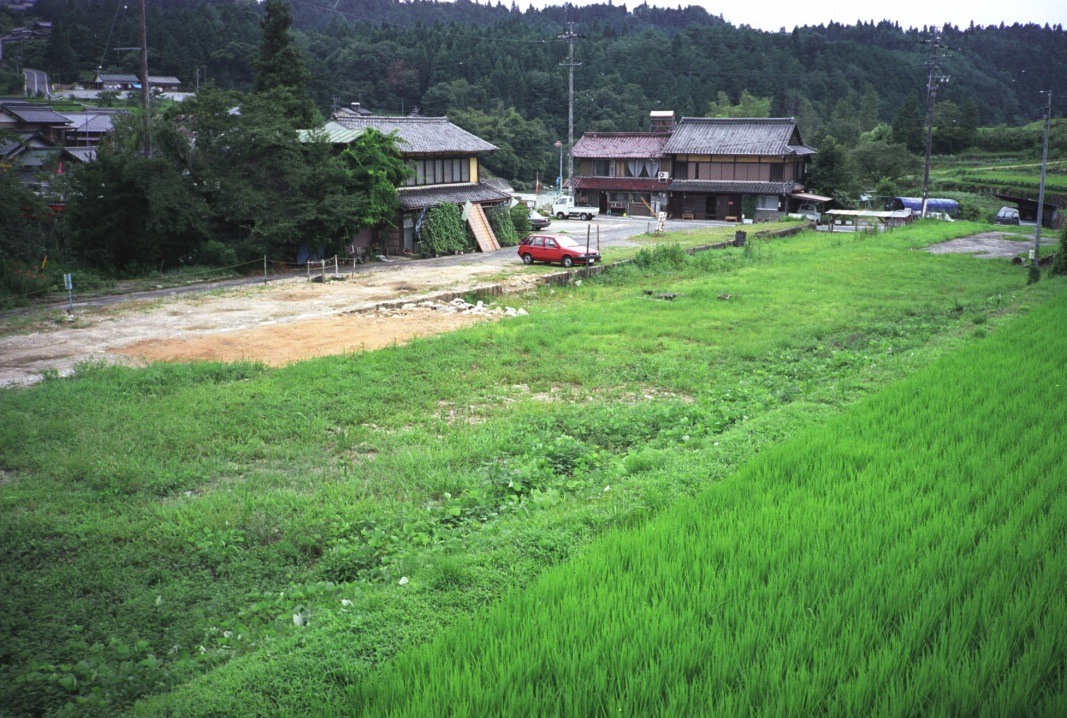
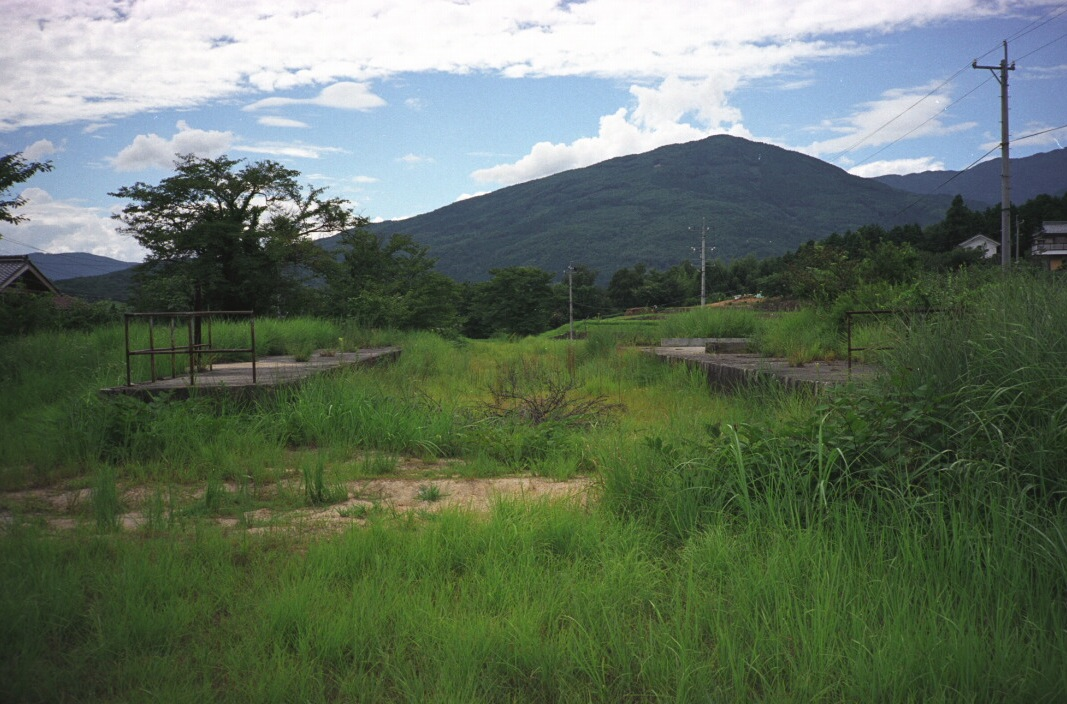

- 曾經舉行廢線遺址閒逛活動。
- 在中津川市福岡建設鐵道歷史保存會館。

## 幻之中津電氣鐵道
在1926年（大正15年），曾經計劃在中津川站和川上地區之間建設「中津電氣鐵道」（或稱中津川電氣鐵道）。北惠那鐵道參與經營，計劃路線軌距762毫米，電力使用600伏特。實際上是把中央製紙中津工場惠用線（工場現時變為王子F-Tex中津工場。部分專用線後來變為惠那山森林軌道的一部分）加設客運業務，並把該路線延長。將來更考慮改軌距以直通運輸至北惠那鐵道線。
但是最後沒有實現計劃。而在預定建設鐵路地點所測量的數據被用作建設惠那山森林軌道時作為參考。事實上，該中津電氣鐵道的計劃路線與惠那山森林軌道基本上相同。

## 注腳

## 外部連結
- 北總鐵路倶樂部 （页面存档备份，存于）（日語）
- 北恵那鉄道1，存于
- 北恵那鉄道2，存于
- 全国廃線跡/北恵那鉄道，存于